# 布盧桑火山
布盧桑火山（Mount Bulusan、Bulusan Volcano）是菲律賓呂宋島南部索索貢省的火山。標高1,565公尺。
布魯桑火山最近一次噴發在2011年2月。

## 外部連結
- Philippine Institute of Volcanology and Seismology (PHIVOLCS) Bulusan Volcano Page